# Czesław Skoraczyński
Czesław Michał Skoraczyński (ur. 20 lipca 1911 we Lwowie jako Czesław Michał Bereza, zm. 10 listopada 1982 w Krakowie) – polski piłkarz, hokeista. 

## Życiorys
Od roku 1922 do wybuchu II wojny światowej występował w drużynie Pogoń Lwów, natomiast po wojnie pracował jako trener piłki nożnej. Prowadził takie kluby jak Cracovia, Wisła Kraków, „Siersza", "Bolesław” i Garbarnia. Nazwisko zmienił w maju 1939. W 1966 r. prowadzona przez niego drużyna Wisły zdobyła wicemistrzostwo Polski.
2 września 1942 roku za działalność w ruchu oporu został aresztowany we Lwowie przez gestapo, po czym wysłany do obozów w Majdanku, Gross Rosen i Flossenbürgu.
Jest autorem wydanej dopiero po jego śmierci książki pt. "Żywe numery", w której przedstawił swoje losy i obozowe wspomnienia.
Został pochowany na Cmentarzu wojskowym przy ul. Prandoty w Krakowie (kwatera XCV-zach. 16).

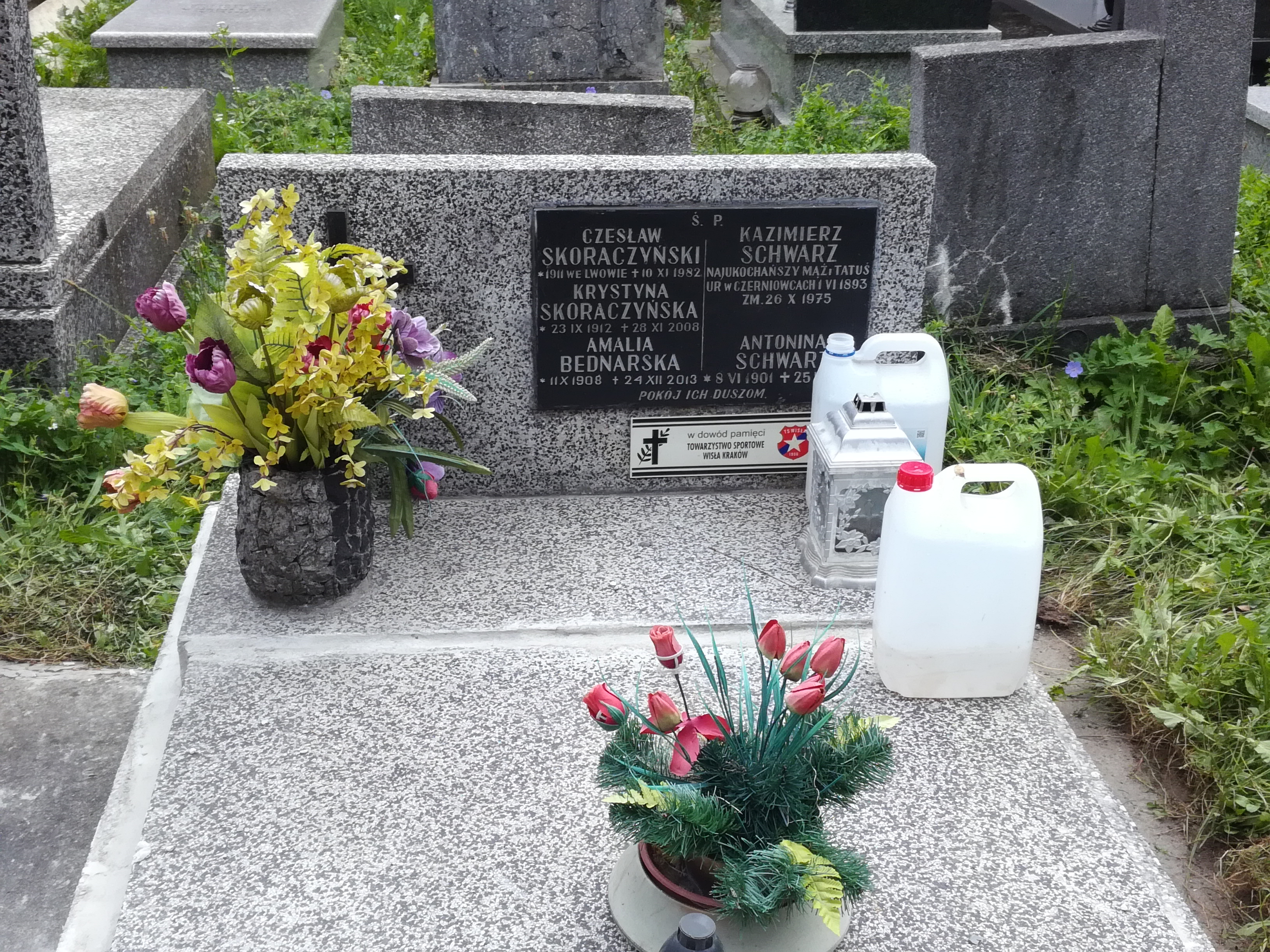
Grób Czesława Skoraczyńskiego na cmentarzu przy ul. Prandoty